# Індекс Кердо
Відомо, що відношення величини частоти серцевих скорочень і артеріального тиску в нормі залишається постійним. На основі цієї закономірності, для визначення стану вегетативної нервової системи використовують індекс Кердо́, який розраховують за формулою:
{\displaystyle IK=(1-d/P)*100}, де 
- ІК – індекс Кердо;
- d – показник діастолічного артеріального тиску;
- Р – частота серцевих скорочень.

В нормі цей показник близький до одиниці. Позитивні значення індексу вказують на перевагу симпатичної регуляції тонусу судин, від'ємні - вплив вегетативної нервової системи на тонус.